# 西關培英中學
西关培英中学（曾命名广州市第二十九中学）位于中国广州市荔湾区多宝路67号。

## 校史

### 早期
1879年，美国那夏礼牧师在广州芳村创办廣州市培英中学。
1927年，叶启芳校长鉴于学生日益增多，当时校舍已难以容纳，而位于芳村的校区与广州城区更有一河之隔，较年幼的低年级学生深感路途过于遥远，因而倡议在西关增设分校，委任区茂泮为分校主任，主理其事，开办小学三、四、五、六及初中一年级。1928年，分校正式定名为培英中学西关分校（简称“培英西分”）。
1931年，培英中学刘继祖校长在西关多宝路购地二亩半自建分校舍（即为1965年后广州市第二十九中学的校舍），增设初中二、三年级及小学一、二年级，至1935年更增设幼稚园。1936年，培英西分扩充至后面相隔一巷的逢源中约新校舍（该校舍即为在1976年从二十九中学析出的广州市第九十中学的部分校舍）。
1937年秋，中日战争爆发，日軍迫近广州，幼稚园停办，其余各级虽仅得20多人，仍继续开课。1938年，由于时局紧张，区茂泮主任率领部分教职员遂迁往澳门唐家花园继续开课。广州培英中学则迁往香港与香港分校合并上课。抗日战争时期，原来的培英西關分校址则由日殖政府改名为“广东省立第一中学”。1941年秋，区茂泮离任，由余日森接任。
1945年抗日战争胜利，余日森主任返广州西关复校。1947年余日森主任退休，胡俊彬接任，嗣后扩建校舍，招收学生，至中共建政时培英西分全校学生达1500余人。

### 1949年後
1949年中共建政後，西關培英被當局充公「接收」改為公辦學校。1952年夏，广州市人民政府决定将培英西分与坤维女子中学（1904）、长城中学（1925）、培中中学（1946）、莞旅中学（1947）及复旦中学等六间私立中学合并，改校名为私立荔湾中学。1956年，经广州市人民政府文教局批准，改校名为广州市第二十九中学。
1978年，中国大陆实行改革开放政策以后，原广州市培英中学、台山培英中学和江门培英中学相继于1984年、1985年和1991年恢复正名。1984年冯启庄接任广州市第二十九中学校长，向广州市政府提出更名“西关培英中学”的申请，由于市二十九中前身历史复杂，一直未获批覆。
1996年8月，新校友会成立后，广大校友强烈要求争取西关培英中学复名。1998年5月致函广州市人民政府、侨务办公室和教育委员会表达争取西关培英中学复名的强烈愿望。6月，校长郭昌礼、书记吴厚昌征集历届校长、书记、各校校友及现任学校各部门领导座谈会意见，该月下旬报告广州市人民政府教委，提出正名的申请，终于在1998年10月13日，获批重新更名为西关培英中学。1999年5月1日举行更名揭幕仪式。2001年8月，荔湾区政府决定将广州市第九十中学与西关培英中学合并。2003年4月成为市一级学校。
在香港分校的干预下，目前广州培英和西关培英已恢复正统的粤语校歌和粤拼校名“Pui Ying”，而西关二字则仍旧使用汉语拼音，未恢复至当初的“Sai Kwan”。台山和江门分校仍未跟进，继续使用普通话拼音校名。

## 校歌
现行校歌为创校时所创，以粤语广州话唱诵，在1952年被取消。1984年广州培英校名恢复时变成了普通话版本。2009年培英创校130周年时，广州两校恢复以广州话唱诵。

## 著名校友
- 伍翔
- 郑达
- 馮素波